# Núcleo Pilões
O Núcleo Pilões, também conhecido como Núcleo Itutinga-Pilões e Núcleo Cubatão, é uma área de conservação e um dos oito núcleos do Parque Estadual da Serra do Mar. Além de Cubatão, uma parte de sua área abrange também os municípios de Bertioga, Mogi das Cruzes, São Vicente, Santos, Santo André, Praia Grande, São Bernardo do Campo, São Paulo e Biritiba Mirim.
O Núcleo Pilões forma, junto com Paranapiacaba, uma área patrimonial histórica e ambiental de grande importância para Região do Grande ABC e a Região Metropolitana de São Paulo.

## Acesso
O acesso é feito pela Pista Sul da Via Anchieta saindo no km 49, entrando à direita numa estrada de serviço. Na primeira bifurcação, entra-se à esquerda e na segunda bifurcação, à direita. Mais três quilômetros de estrada de terra até o km 8 da Estrada Elias Zarzur. O núcleo funciona todos os dias das 9:00 hs às 16:30 hs (horário de Brasília), e é necessário um agendamento com 15 dias de antecedência para a visitação.

## Geografia
- Área: 115.000 hectares;
- Relevo (Topografia): escarpas festonadas e morros paralelos;
- Solo: solos superficiais com textura argilosa-arenoso, solo de alteração na textura variada predominando os solos nilto, arenosos. Os solos de alteração em geral apresentam xistosidade bem preservada, abundância de minerais micacéos e veias de quartzo;
- Clima: tropical úmido e subúmido;
- Temperatura média: 22°C no verão e 19°C no inverno.

## Relevo
- Serra do Mar
- Vale do Rio Moji

## Ecossistemas
- Mata Atlântica
- Floresta ombrófila densa

## Principais ameaças
Extração da vegetação nativa e animais silvestres, caça, pesca, moradias irregulares e poluição do meio-ambiente.

## Educação ambiental
Com a ajuda do turismo, o núcleo Pilões, por meio de seus monitores e palestras, incentiva a preservação ambiental, a importância dos ecossistemas para o mundo e a valorização da natureza.